# Petrosia mammiformis
Petrosia mammiformis är en svampdjursart som beskrevs av Arthur Dendy 1922. Petrosia mammiformis ingår i släktet Petrosia och familjen Petrosiidae. Inga underarter finns listade i Catalogue of Life.